# Protektorat Böhmen und Mähren
Das Protektorat Böhmen und Mähren (tschechisch Protektorát Čechy a Morava) war eine formal autonome Verwaltungseinheit auf tschechoslowakischem Gebiet unter nationalsozialistischer deutscher Herrschaft, die von 1939 bis 1945 bestand. Sie umfasste das Territorium der Tschecho-Slowakischen Republik, das nach der erzwungenen Abtretung des Sudetenlands an das Deutsche Reich, des Olsagebiets an Polen und slowakischer Landesteile an Ungarn infolge des Ersten Wiener Schiedsspruchs im Herbst 1938 sowie nach der Sezession der Slowakei am 14. März 1939 verblieben war. Nach der slowakischen Unabhängigkeitserklärung unterzeichneten der tschechoslowakische Staatspräsident Emil Hácha und Außenminister František Chvalkovský in der Nacht vom 14. auf den 15. März 1939 unter massivem deutschen Druck einen Protektoratsvertrag. Die Wehrmacht marschierte in den frühen Morgenstunden des 15. März ein (die so genannte „Zerschlagung der Rest-Tschechei“). Das besetzte Gebiet wurde anschließend annektiert. In einem Führererlass erklärte Adolf Hitler es zu einem Teil des Großdeutschen Reiches mit begrenzter Selbstverwaltung. Der deutsche Reichsprotektor konnte jederzeit alle Beschlüsse der tschechischen Protektoratsregierung aufheben.
Mit der Errichtung des „Reichsprotektorats“ begann die Realisierung der nationalsozialistischen Expansions- und Okkupationspolitik. Viele politische Gegner, insbesondere Kommunisten und Sozialdemokraten, sowie Emigranten und eine große Anzahl Juden wurden verhaftet. Die nationalsozialistische Herrschaft zielte kurzfristig auf die Ausbeutung der wirtschaftlichen Ressourcen und namentlich der Arbeitskraft der Bevölkerung durch NS-Zwangsarbeit. Langfristig war eine „Germanisierung“ des Gebietes, das in Deutschland als Inland besonderer Art galt, geplant.

## Geschichte

Aufteilung der Tschechoslowakei:
1 – Sudetendeutsche Gebiete werden dem Deutschen Reich angeschlossen (September/Oktober 1938);
2 – Polen besetzt Gebiete in Teschen (Oktober 1938);
3 – Ungarn besetzt Grenzgebiete teils ungarischer Ethnie (November 1938) sowie
4 – die ruthenischsprachige Karpatoukraine (März 1939);
5 – im März 1939 wird die „Rest-Tschechei“ von Deutschland faktisch annektiert und zum Protektorat Böhmen und Mähren erklärt;
6 – von der Tschechoslowakei bleibt nur der deutsche Satellitenstaat Slowakei.

### Von der Nachmünchener Republik zur schrittweisen Liquidierung der Tschechoslowakei
Durch das Münchner Abkommen vom 29. September 1938 zur Beilegung der Sudetenkrise wurden die sudetendeutschen Gebiete von der Tschechoslowakei abgespalten und dem Deutschen Reich eingegliedert: der größte Teil bildete fortan den Reichsgau Sudetenland, weitere Gebiete wie der Böhmerwald und Teile Südmährens wurden dem Gau Bayerische Ostmark (später: Bayreuth) und den Reichsgauen Ober- und Niederdonau zugeschlagen. Schon im Oktober 1938 hatte Adolf Hitler das verbleibende tschechische Gebiet in einem Führerbefehl an die Wehrmacht als „Rest-Tschechei“ bezeichnet, die es zu erledigen gelte, und damit deutlich gemacht, dass er nicht beabsichtigte, das Münchner Abkommen einzuhalten.

### Errichtung des Reichsprotektorats
Mit Hilfe eines Ultimatums an Jozef Tiso forcierte Hitler die Unabhängigkeitserklärung der Slowakei, die am 14. März 1939 erfolgte. Während Wehrmachtstruppen bereits Mährisch-Ostrau besetzten, reiste der tschechoslowakische Staatspräsident Emil Hácha noch am selben Abend nach Berlin, wo ihn Hitler massiv unter Druck setzte und ihm eröffnete, der Einmarsch der deutschen Truppen sei unabwendbar. Hácha unterzeichnete in den frühen Morgenstunden des Folgetages ein ihm vorgelegtes Abkommen über den Schutz des tschechischen Volkes durch das Deutsche Reich. Die Wehrmacht rückte in Brünn und Prag ein („Zerschlagung der Rest-Tschechei“). Hitler traf am Abend des 15. März in Prag ein und proklamierte am folgenden Tag das Protektorat Böhmen und Mähren, das die überwiegend tschechisch besiedelten Gebiete Böhmens, Mährens und Schlesiens (das historische Land Mähren-Schlesien) umfasste, als Teil des Großdeutschen Reiches. Die Bezeichnung Protektorat knüpfte an die Begrifflichkeit der deutschen Kolonialpolitik der 1880er Jahre an. Die Slowakische Republik unterzeichnete am 23. März 1939 einen vom Deutschen Reich diktierten „Schutzvertrag“ und wurde dadurch zum Satellitenstaat.
Das kurzfristige Ziel der nationalsozialistischen Besatzungspolitik lag in der Ausbeutung der tschechischen wirtschaftlichen Ressourcen für den Krieg. Langfristig beabsichtigten Frank und Heydrich eine „Germanisierung“ des Raumes in Verbindung mit der Vernichtung des tschechischen Volkes als ethnischer Einheit. Ziel der tschechischen Kollaboration war es, die eigenen Verluste so gering wie möglich zu halten; aus deutscher Sicht sollte der Widerstand der Tschechen gegen Besatzungsmaßnahmen geschwächt werden.

### Widerstand gegen die deutsche Besetzung
Am 28. Oktober 1939, dem Jahrestag der tschechoslowakischen Unabhängigkeit, entlud sich der Widerstand der tschechischen Bevölkerung gegen die deutsche Besatzungsmacht in Massendemonstrationen und Streiks im ganzen Protektorat sowie insbesondere in Prag. Dabei wurde der Arbeiter Václav Sedláček erschossen und der Medizinstudent Jan Opletal schwer verwundet. Er starb am 11. November 1939 an seinen Verletzungen; bei seiner Beerdigung in Prag gab es große Unruhen. Am 17. November 1939 wurden neun Studenten von der Polizei erschossen, die der Rädelsführerschaft bei den Demonstrationen bezichtigt wurden. Über 1200 tschechische Studenten wurden im Konzentrationslager Sachsenhausen interniert, alle tschechischen Universitäten geschlossen („Sonderaktion Prag“). Neurath schaffte es auch in der Folge nicht, das Protektorat im Sinne Hitlers zu befrieden.

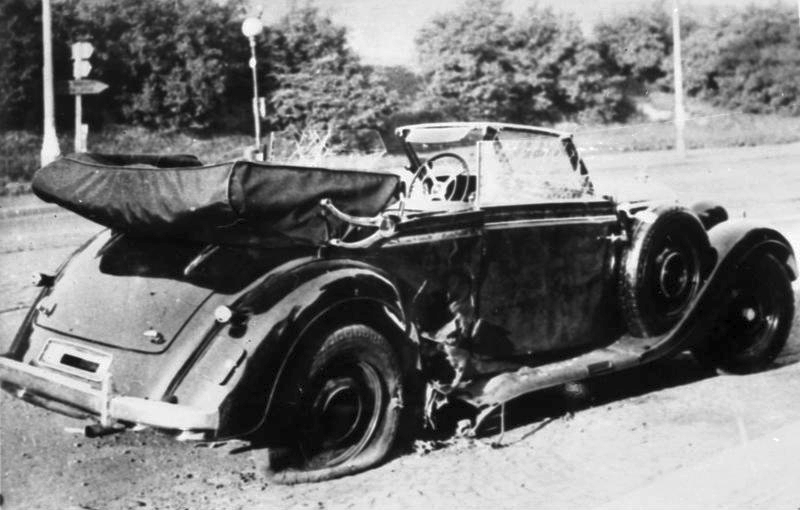
Der beschädigte Wagen Heydrichs nach dem Attentat (27. Mai 1942)

Der Chef des Reichssicherheitshauptamtes Reinhard Heydrich wurde am 27. September 1941 zum Stellvertretenden Reichsprotektor in Böhmen und Mähren ernannt. Von Neurath blieb formell Reichsprotektor, wurde aber beurlaubt. Heydrich erwarb sich durch die brutale Verfolgung des Widerstandes seinen Ruf als „Schlächter von Prag“. Nachdem er am 27. Mai 1942 durch ein Attentat in der sogenannten Operation Anthropoid schwer verwundet worden und am 4. Juni 1942 an den Folgen des Attentates gestorben war, erlebte das Reichsprotektorat eine erneute Terrorwelle durch die Nationalsozialisten, gedacht als Vergeltung für den Tod Heydrichs. 10.000 Tschechen wurden festgenommen, über 1300 ermordet. Diese Zeit wird von den Tschechen die Heydrichiáda (dt. „Heydrichiade“) genannt. Besonders bekannt wurden die Massaker von Lidice (Liditz) am 10. Juni 1942 und von Ležáky am 24. Juni 1942. Die SS und Polizei zerstörten dabei ganze Ortschaften und ermordeten nahezu alle männlichen Einwohner. Die Frauen und Kinder wurden in Konzentrationslager eingeliefert. Am 3. Juli 1942 wurde der Ausnahmezustand aufgehoben, die Standgerichte zur Aburteilung verdächtiger Personen blieben jedoch auf unbestimmte Zeit weiter im Amt.

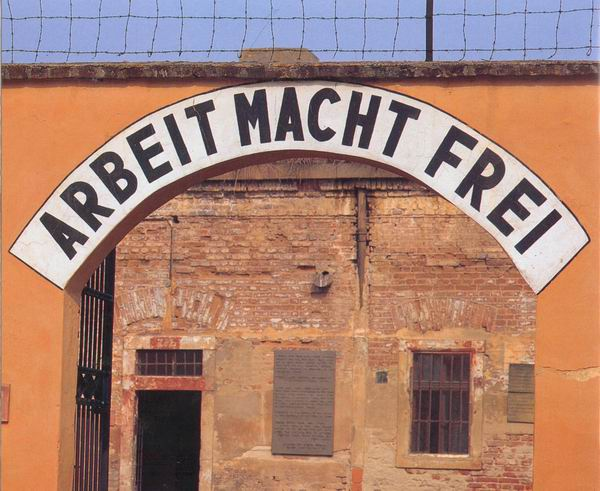
Aufschrift „Arbeit macht frei“ am Eingang des Gestapo-Gefängnisses im KZ Theresienstadt

Das Protektorat wurde gezwungen, einen großen Beitrag zur deutschen Kriegswirtschaft zu verrichten. Die gut ausgebildete Arbeiterschaft und hochentwickelte Industrie konnte von Deutschland ausgenutzt werden. Da das Protektorat knapp außer Reichweite alliierter Bomber lag, konnte die tschechische Wirtschaft bis zum Kriegsende beinahe ungestört arbeiten und wichtige Kriegsgüter liefern. Bis zum 29. Oktober 1943 wurden sämtliche nicht kriegswichtigen Betriebe geschlossen.
Zum Kriegsschauplatz wurde Böhmen erst im Frühjahr 1945. Am 14. Februar 1945 bombardierten Flugzeuge der USAAF versehentlich die Stadt Prag, wodurch 700 Menschen starben. Im März 1945 wurden die Prager Vororte Libeň und Vysočany bombardiert, dabei starben über 350 Menschen. Am 25. April 1945 warfen US-Flugzeuge 638 t Brand- und Sprengbomben auf die Stadt Pilsen (Plzeň) und die dortigen Skoda-Werke. Dennoch richtete die Waffen-SS für die Ausbildung ihres militärischen Führungsnachwuchses in Prag noch im Juli 1944 die SS-Junkerschule Prag-Dewitz ein.
Böhmen und Mähren war während des Zweiten Weltkrieges Evakuierungsgebiet für die deutsche Kinderlandverschickung und Privatunterbringungen. Bevorzugte Orte für die Erweiterte Kinderlandverschickung waren die Kurorte Bad Podiebrad (Lázně Poděbrady) und Bad Luhatschowitz (Luhačovice).
Bereits der Einmarsch der Wehrmacht wurde von der großangelegten „Aktion Gitter“ begleitet, bei der mehrere Tausend vermeintliche und tatsächliche politische Gegner, darunter Aktivisten der kommunistischen und der sozialdemokratischen Partei, aber auch deutsche Emigranten und zahlreiche Juden verhaftet wurden.
Im Protektorat lebten zunächst 118.000 Juden, von denen viele aus dem Sudetenland stammten und nach dem Münchner Abkommen ins Landesinnere geflüchtet waren. Die tschechische Verwaltung versuchte zunächst, eine eigene antijüdische Politik zu führen, doch bald zog das Reichsprotektoramt die entsprechenden Kompetenzen an sich, in dessen Propaganda der Antisemitismus eine zentrale Rolle spielte: So wurde etwa Edvard Beneš’ Exilregierung mit der „jüdischen Weltverschwörung“ in Verbindung gebracht, einer unter Nationalsozialisten verbreiteten Verschwörungstheorie. Die konkrete Verfolgungs- und Vernichtungspolitik der Nationalsozialisten folgte dann demselben Muster wie in anderen besetzten Ländern: Die Juden wurden ihres Eigentums beraubt, ab Herbst 1941 wurden sie in Ghettos und KZs deportiert, die meisten ins Ghetto Theresienstadt, von wo die Überlebenden in die Vernichtungslager weitertransportiert wurden. 30.000 tschechische Juden konnten legal oder illegal fliehen, etwa 69.000 wurden ermordet. Arisierungen und Deportationen standen immer auch im Kontext der deutschen Besatzungspolitik, die auf eine Germanisierung der böhmischen Länder abzielte.
Viele der nicht der Wehrpflicht unterliegenden Tschechen wurden zur Zwangsarbeit ins Deutsche Reich verpflichtet. Mehrere Ortschaften wurden als „Sühnemaßnahmen“ für Überfälle von Partisanen zerstört, so die Ortschaften Lidice, Ležáky, Ploština und zuletzt Javoříčko, deren Zivilbevölkerung ermordet wurde.

### Ende der Protektoratsherrschaft und Einzug der tschechoslowakischen Regierung in Prag
Neben der tschechoslowakischen Exilregierung in London und den Widerstandsgruppen im Protektorat beziehungsweise in der Slowakei arbeiteten unentwegt auch tschechische und slowakische Kommunisten im Moskauer Exil auf die Wiedererstehung der Tschechoslowakischen Republik (ČSR) hin. Nachdem sich im Frühjahr 1945 in Kaschau unter dem Vorsitz Zdeněk Fierlingers eine provisorische tschechoslowakische „Regierung der Nationalen Front der Tschechen und Slowaken“ konstituiert hatte, beschloss diese am 5. April 1945 ein umfangreiches Programm für den Neuaufbau der Republik, das unter Punkt VIII–XI auch Regelungen über die Bürger deutscher und ungarischer Nationalität sowie deren Behandlung vorsah. Durch den Prager Aufstand, der am 5. Mai 1945 begann und sich gegen die deutsche Besatzung wandte – es waren immerhin noch 80.000 Soldaten der Heeresgruppe Mitte, mehrere SS-Divisionen und zentrale Gestapo-Dienststellen im Protektorat stationiert –, wurde die Protektoratsregierung gestürzt. Der Aufstand war de facto am 8. Mai beendet. Erst am 9. Mai 1945 marschierten die sowjetischen Truppen in Prag ein. Unmittelbar nach der Befreiung der ČSR, an der neben der Roten Armee auch US-Streitkräfte sowie tschechische und slowakische Aufständische beteiligt waren, wurde diese in ihren alten Grenzen unter Einschluss des Sudetengebiets wiedererrichtet, jedoch musste der Staat im Juni 1945 das von der Sowjetunion beanspruchte Gebiet der Karpatoukraine abtreten.
Die Westalliierten verzichteten darauf, das Protektorat zu besetzen und blieben mit ihren Truppen hinter der Linie Karlsbad–Pilsen–Budweis, diese Aufgabe fiel der Roten Armee zu. Am 10. Mai zog die Regierung Fierlinger in Prag ein. Die Rote Armee verließ noch 1945 die Tschechoslowakei.

## Rechtliches

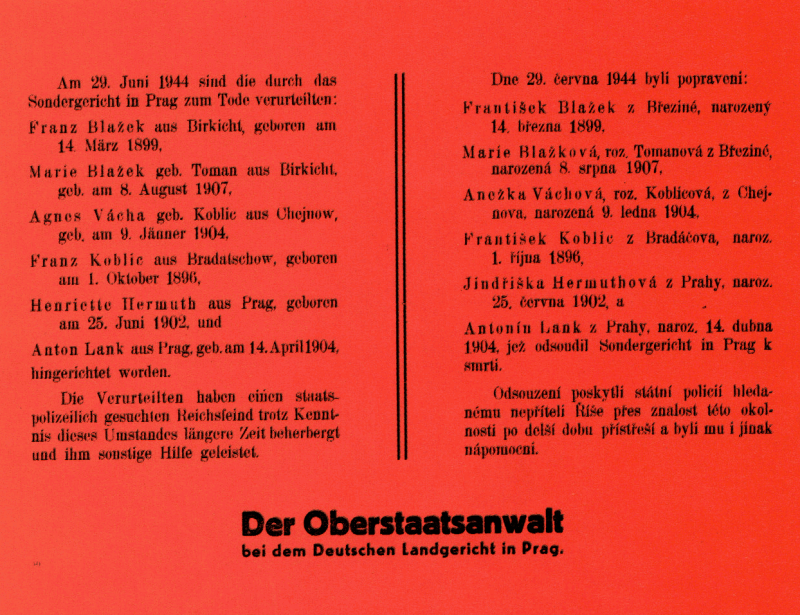
6 Todesurteile vom Sondergericht Prag, vollstreckt am 29. Juni 1944

Das Protektorat Böhmen und Mähren wurde einem Führererlass vom 16. März 1939 folgend als unmittelbares Reichsgebiet dem damaligen Großdeutschen Reich einverleibt, d. h. in der nationalsozialistischen Konzeption war es integraler Bestandteil des Deutschen Reiches. Die nationalsozialistische Rechtswissenschaft hatte Mühe, das Protektorat begrifflich zu fassen und die deutsche Herrschaft zu legitimieren: Der Rechtswissenschaftler Wilhelm Grewe erörterte zwar ausführlich die rechtliche und historische Bedeutung eines Protektorates und sprach von einer „neuen Sinnerfüllung“ dieses Instituts. Eine völkerrechtliche Untermauerung des deutschen Vorgehens in Böhmen und Mähren lieferte er aber nicht, sondern rechtfertigte es lediglich durch ein angeblich natürliches Recht des Stärkeren, das auch zwischen den Staaten gälte.
Ein völkerrechtliches Protektoratsverhältnis lag daher nicht vor. Die tschechoslowakische Zustimmung zu einem Protektoratsvertrag war zuvor unter Androhung militärischer Gewalt völkerrechtswidrig erzwungen worden. Mithin handelte es sich um eine „atypische Erscheinungsform“, welche aus einer Annexion entstand, die bis zur deutschen Kapitulation am 8. Mai 1945 Bestand hatte. Tschechischerseits wird es auch als das „besetzte tschechische Gebiet“ bezeichnet.
Die volksdeutsche Bevölkerung erhielt sofort die Reichsbürgerschaft und unterstand nur der deutschen Gerichtsbarkeit, die Nichtdeutschen (Tschechen und Juden, auch wenn Letztere deutscher Herkunft waren) hingegen wurden zu Protektoratsangehörigen mit minderen Rechten herabgestuft, die der dortigen Gerichtsbarkeit unterstellt seien. Hitler erklärte, dass sich das Protektorat des Deutschen Reiches „selbst verwalte, jedoch im Einklang mit den politischen, militärischen und wirtschaftlichen Belangen des Reiches“.
Formal verfügte das Protektorat damit über das Recht zur Selbstverwaltung und über eine beschränkte eigene Legislative. Selbst eine eigene Streitmacht mit dem Namen „Regierungstruppe des Protektorats Böhmen und Mähren“ wurde gegründet, die zwar nicht in die Kommandostruktur der Wehrmacht eingebunden war, aber von einem deutschen Verbindungsstab überwacht wurde. Auch blieb der bisherige Staatspräsident Hácha als nominelles „Oberhaupt der autonomen Verwaltung“ im Amt. Aber alle Maßnahmen der tschechischen Protektoratsregierung konnten vom Hitler direkt unterstellten deutschen Reichsprotektor in Böhmen und Mähren aufgehoben, alle Gesetze, Verwaltungsmaßnahmen oder Gerichtsurteile ausgesetzt werden. Die tatsächliche Macht übte dennoch nicht der erste Reichsprotektor, Konstantin von Neurath, aus, sondern SS-Funktionäre wie der mit dem Titel eines Staatssekretärs bedachte Polizeichef und spätere Staatsminister Karl Hermann Frank sowie der seit September 1941 amtierende stellvertretende Reichsprotektor Reinhard Heydrich. Die tschechische Protektoratsregierung blieb auf eine begrenzte Selbstverwaltung unter deutschem Befehl beschränkt, so dass es sich beim „Protektorat“ um ein „schwach kaschiertes Besatzungsgebiet“ handelte, dessen Errichtung die beginnende Realisierung der nationalsozialistischen Expansions- und Okkupationspolitik markierte.

## Politik

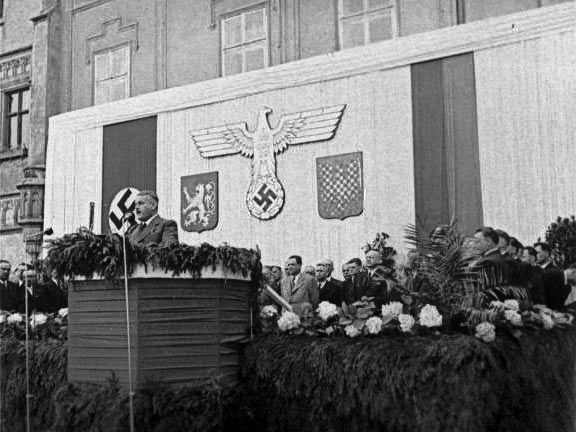
Ministerpräsident Jaroslav Krejčí hält 1942 eine Rede in Tábor.

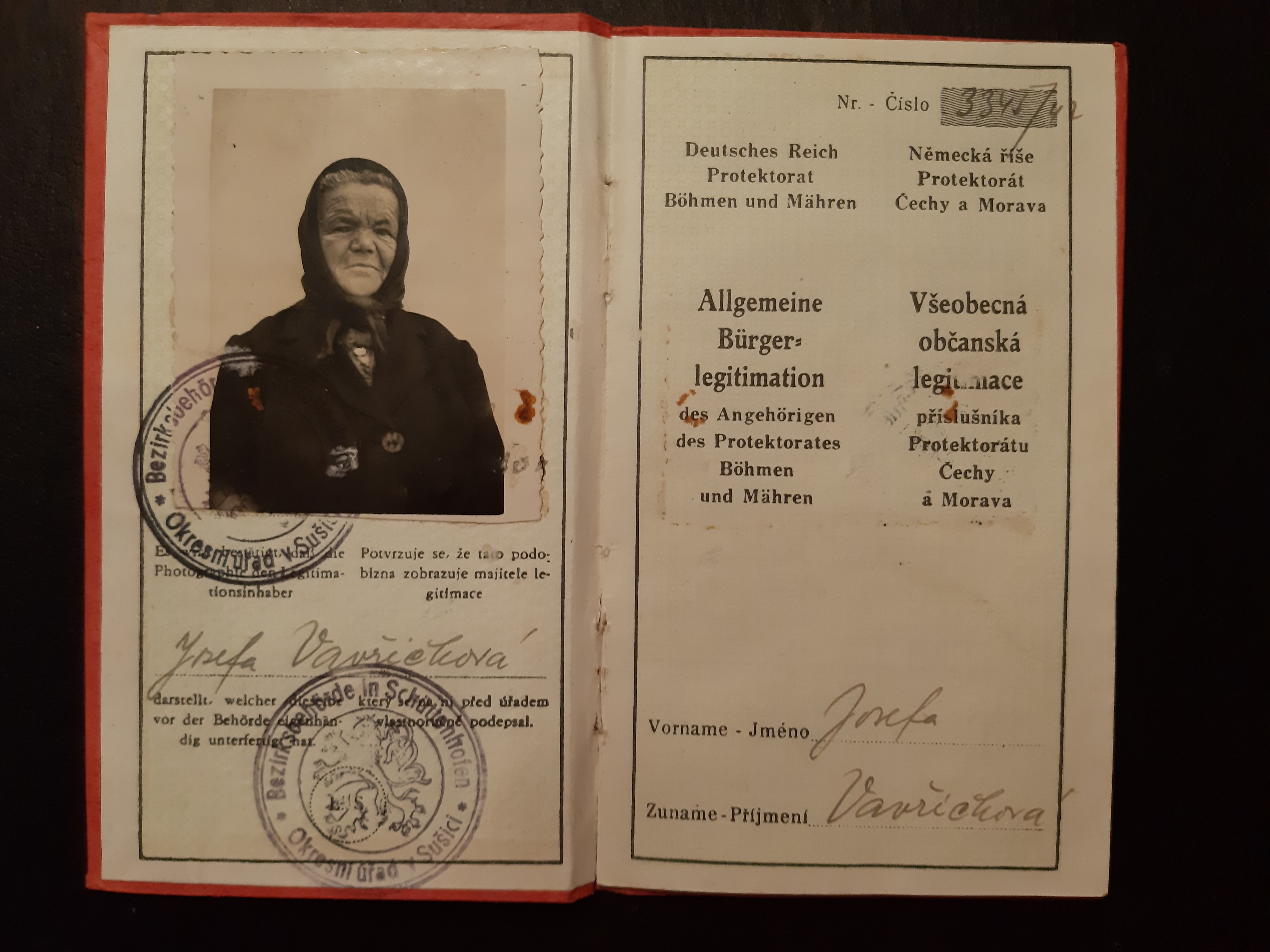
Protektorats-Personalausweis, 1943

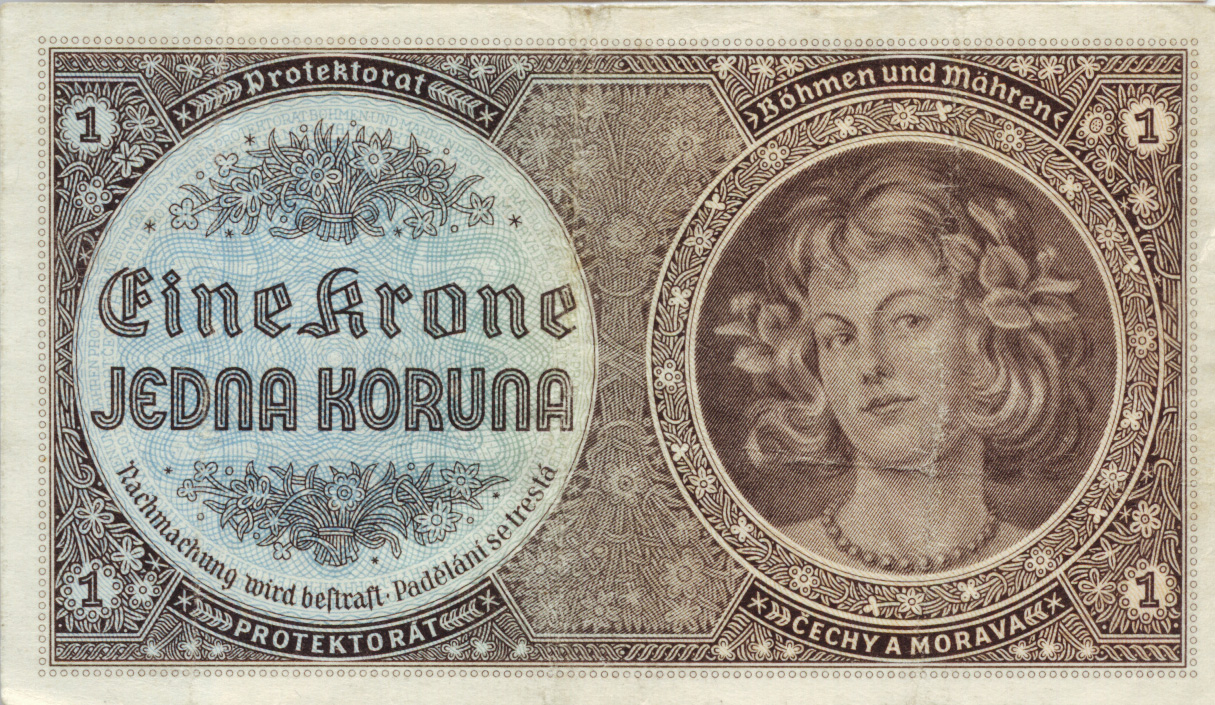
Banknote im Wert von 1 Krone

Mit der Errichtung des Protektorats im März 1939 wurden alle politischen Parteien verboten und durch die „Nationale Gemeinschaft“ (Národní souručenství) als einzig zugelassener Einheitspartei ersetzt. Sie wurde bis 1942 von einem Präsidium (Výbor národního shromáždění), danach von einem Führer (Vůdce) geleitet.

### Regierung des Protektorats
„Staatspräsident“ (Státní Prezident) unter deutscher Oberherrschaft war von 1939 bis 1945 der bisherige, ab November 1938 amtierende tschechoslowakische Staatspräsident Emil Hácha (1872–1945).
Ministerpräsident war zunächst der ab 1. Dezember 1938 amtierende Rudolf Beran (Regierung Rudolf Beran II). Er wurde am 27. April 1939 von Alois Eliáš abgelöst (Regierung Alois Eliáš). Eliáš wurde kurz nach Heydrichs Ernennung verhaftet und am 2. Oktober 1941 wegen „Hoch- und Landesverrats“ – er hatte Kontakt zu Mitgliedern der Exilregierung unter Edvard Beneš im britischen Exil – zum Tode verurteilt. Nachdem Heydrich den Folgen eines Attentats erlag, wurde das Urteil im Zuge von Vergeltungsmaßnahmen am 19. Juni 1942 durch Erschießen vollstreckt. Ab 19. Januar 1942 führte Jaroslav Krejčí die Regierung (Regierung Jaroslav Krejčí). Letzter Regierungschef war von Januar bis Mai 1945 der ehemalige Prager Polizeichef Richard Bienert (Regierung Richard Bienert). Er wurde am 5. Mai 1945 auf dem Weg zum Rundfunk verhaftet, als er während des Prager Aufstands offiziell das Ende des Protektorats verkünden wollte. Bienert wurde zu einer dreijährigen Haftstrafe verurteilt, im Mai 1947 aus der Haft entlassen und starb am 2. Februar 1949.

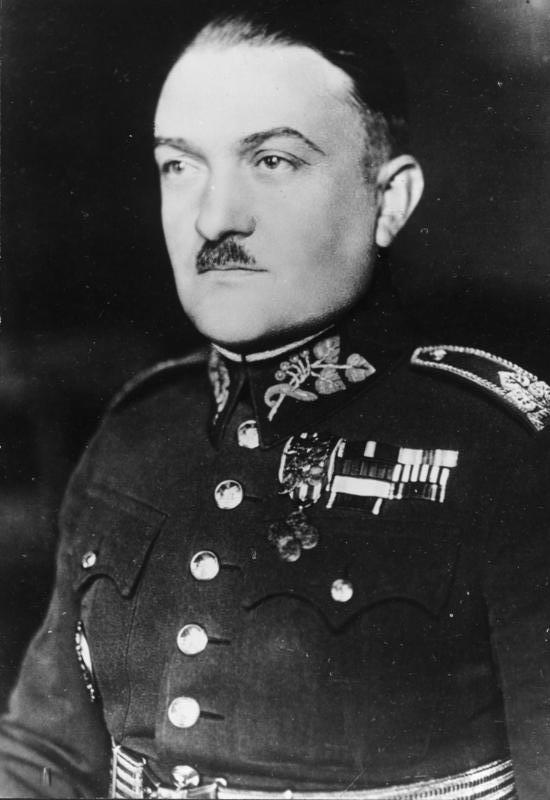
Alois Eliáš, General, tschechischer Ministerpräsident (Vorsitzender der Protektoratsregierung) und Innenminister in der Zeit des Protektorats (Foto April 1939)

Die tschechische Regierung im Reichsprotektorat bestand neben dem Ministerpräsidenten (Předseda vlády) und den Ministern für Inneres und Justiz aus weiteren Mitgliedern mit Ressorts für Erziehung, Finanzen, Gesundheit, Handel, Landwirtschaft und Öffentliche Arbeiten. Die Zuständigkeiten für Außenpolitik und Verteidigung blieben der Besatzungsmacht vorbehalten. Der ehemalige Außenminister der Tschechoslowakei, František Chvalkovský, wurde Minister ohne Geschäftsbereich und Ständiger Vertreter des Protektorats in der Reichshauptstadt Berlin.
Zu den Politikern des Protektorates gehörten u. a.:
- Alois Eliáš (1890–1942, Ministerpräsident von 1939 bis 1941), ein früherer tschechoslowakischer General, der wegen des Vorwurfs von Geheimkontakten zur tschechoslowakischen Exilregierung 1941 von den Deutschen verhaftet und 1942 hingerichtet wurde
- Ladislav Karel Feierabend (Landwirtschaftsminister von 1939 bis 1940), nach seiner Flucht aus dem Protektorat ab 1940 Minister der Londoner Exilregierung
- Jiří Havelka (Verkehrsminister von 1939 bis 1941)
- Josef Ježek (Innenminister von 1939 bis 1942)
- Jan Kapras (Erziehungsminister von 1939 bis 1942)
- Josef Kalfus (1880–1955, Finanzminister von 1939 bis 1945)
- Josef Nebeský (Parteivorsitzender der Nationalen Union von 1939 bis 1941)
- Josef Fousek (1875–1942, Parteivorsitzender der Nationalen Union von 1941 bis 1942)
- Jaroslav Krejčí (1892–1956, Justizminister von 1939 bis 1945, Ministerpräsident von 1942 bis 1945)
- Jindřich Kamenický (Verkehrsminister von 1941 bis 1945)
- Walter Bertsch (Wirtschaftsminister von 1942 bis 1945)
- Richard Bienert (1881–1949, Innenminister von 1942 bis 1945, Ministerpräsident 1945)
- Adolf Hrubý (1893–1951, Landwirtschaftsminister von 1942 bis 1945)
- Tomáš Krejčí (Führer der Nationalen Union von 1942 bis 1945)
- Emanuel Moravec (Erziehungsminister von 1942 bis 1945)

Dienstflagge des Reichsprotektors (1939–1944)
Dienstflagge des Reichsprotektors (1944–1945)
Standarte des Staatspräsidenten

### Reichsprotektor
Die Interessen des Deutschen Reichs gegenüber der Protektoratsregierung und damit die eigentliche Regierungsgewalt im Reichsprotektorat übernahm der Reichsprotektor als direkter Vertreter Hitlers. Seine außergewöhnliche dienstliche Stellung verlor jedoch mit der Zeit an Bedeutung:
- 16. März 1939 bis 20. August 1943 Konstantin Freiherr von Neurath, ehemaliger Reichsminister des Auswärtigen und bis 1943 Reichsminister ohne Geschäftsbereich. Von Neurath trat sein Amt am 5. April 1939 an und wurde am 27. September 1941 – offiziell „aus gesundheitlichen Gründen“ – beurlaubt.

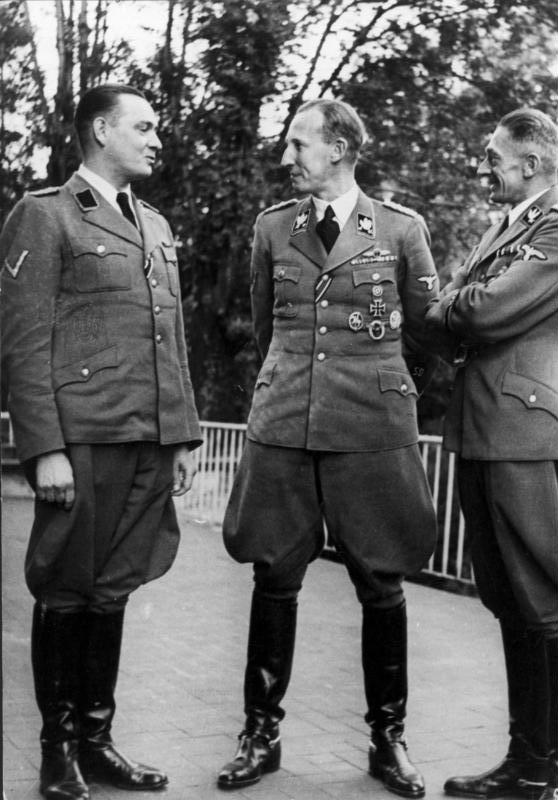
Von rechts: Karl Hermann Frank, Reinhard Heydrich und Horst Böhme in Prag, 1941

- 27. September 1941 bis 30. Mai 1942 Reinhard Heydrich, zugleich weiterhin Chef des RSHA, der als Neuraths Stellvertreter mit der Wahrnehmung der Geschäfte beauftragt und mit allen Vollmachten des Reichsprotektors ausgestattet wurde
- 31. Mai 1942 bis 20. August 1943 Kurt Daluege, zugleich Chef der Ordnungspolizei im Reichsministerium des Innern (nach dem Attentat auf Heydrich, der am 4. Juni 1942 starb, ebenfalls Stellvertretender Reichsprotektor)
- 20. August 1943 bis 5. Mai 1945 Wilhelm Frick, ehemaliger Reichsminister des Innern

Als Leiter der Protektoratsverwaltung amtierte als Staatssekretär beim Reichsprotektor bzw. (ab 1943) als Deutscher Staatsminister für Böhmen und Mähren:
- 1939–1945: Karl Hermann Frank, zugleich Höherer SS- und Polizeiführer im Protektorat

### Deutsches Staatsministerium für Böhmen und Mähren
Das Deutsche Staatsministerium für Böhmen und Mähren wurde am 20. August 1943 errichtet, der Staatsminister Hitler persönlich unterstellt und im Rang anderen Reichsministern gleichgestellt. Er hatte „die die Wahrung der Reichsinteressen umfassenden Regierungsgeschäfte in eigener Verantwortung“ wahrzunehmen. Zugleich wurden der Reichsprotektor Konstantin Freiherr von Neurath sowie der stellvertretende Reichsprotektor Kurt Daluege ihrer Ämter enthoben und Wilhelm Frick zum Reichsprotektor ernannt. Sein Amt des Reichsprotektors verlor fast alle Kompetenzen, er fungierte nur noch als „Vertreter des Führers in dessen Eigenschaft als Staatsoberhaupt“. Der sudetendeutsche Frank behielt sein Amt als Höherer SS- und Polizeiführer.
Frank sorgte nach seiner Ernennung am 25. August 1943 dafür, dass die dem Protektorat zugestandene autonome Selbstverwaltung mit einem Präsidenten („Oberhaupt des Protektorates“) und einer eigenen Regierung, die zuvor schon nur über sehr beschränkte Handlungsfreiheit verfügt hatte, völlig bedeutungslos wurde.

### Wehrmacht
Das Protektoratsgebiet bildete den Wehrkreis Böhmen und Mähren (Prag), dessen Befehlshaber war mit Stab in Prag stationiert; diesem unterstanden die Division z. b. V. 539 in Prag (für Böhmen) und Division z. b. V. 540 in Brünn (für Mähren), sowie die Kommandanturen Prag, Pilsen und Brünn, außerdem der „Deutsche Verbindungsstab bei der Regierungstruppe des Protektorats Böhmen und Mähren“. Der Wehrkreisbefehlshaber (Heer) war in Personalunion Wehrmachtbevollmächtigter beim Reichsprotektor.
Wehrmachtbevollmächtigter beim Reichsprotektor in Böhmen und Mähren
und Befehlshaber im Wehrkreis Böhmen und Mähren:
- General der Infanterie Erich Friderici (1. April 1939 bis 31. Oktober 1941)
- General der Infanterie Rudolf Toussaint (1. November 1941 bis 31. August 1943)
- General der Panzertruppe Ferdinand Schaal (1. September 1943 bis 26. Juli 1944)
- General der Infanterie Rudolf Toussaint (26. Juli 1944 bis 7. Mai 1945)

## Verwaltungsstruktur und Einwohner
Das Territorium des Protektorats wurde in 35 Oberlandratsbezirke – 23 in Böhmen (země Česká) und zwölf in Mähren (země Moravská) – neu gegliedert. Der Oberlandrat war die untere Ebene der deutschen Kommunalverwaltung im Protektorat. Ihre Stellen waren nach der „Zerschlagung der Rest-Tschechei“ von den Chefs der Zivilverwaltungen zunächst provisorisch als Nebenstellen des Reichsprotektors eingerichtet worden. Ab 1. September 1939 galten sie endgültig als unterste (deutsch besetzte) Stufe der Reichsverwaltung im Protektorat. Jeder Oberlandratsbezirk umfasste mehrere politische Bezirke, in denen der Oberlandrat als Kontroll- und Aufsichtsorgan der Bezirks- und Kommunalbehörden tätig war. Im Laufe der Zeit wurden Deutsche und tschechische Kollaborateure zu Bezirkshauptleuten und Bürgermeistern Groß- und Statutarstädten ernannt, weshalb die direkte Überwachung ihrer Verwaltungstätigkeiten durch die Oberlandräte nicht mehr erforderlich war. Da die Anzahl ihrer Aufgaben zurückging, legte man einige Oberlandratsbezirke zusammen: So war Böhmen im Jahr 1940 noch in zwölf und Mähren in sieben Oberlandratsbezirke gegliedert, 1941 waren es in Böhmen zehn und in Mähren fünf Oberlandratsbezirke.
Ab 15. Juni 1942 wurden viele Aufgaben und Befugnisse der Reichsverwaltung im Protektorat Böhmen und Mähren auf Behörden der autonomen Verwaltung in Böhmen und Mähren als Reichsauftragsverwaltung, d. h. auf die Statutarstädte, politischen Bezirke, Polizeidirektionen usw. übertragen. Alle diese tschechischen Behörden hatten mittlerweile auch die deutsche Leitung oder eine deutsche Abteilung, sodass nunmehr bis zur Bezirksebene deutsch „durchregiert“ werden konnte (z. B. Ende 1942: von 23 politischen Bezirken Mährens hatten nur fünf tschechische Bezirkshauptmänner). Die Oberlandräte bestanden fort, allerdings nur noch als reine Aufsichtsbehörden. Deshalb wurde ihre Zahl drastisch reduziert: vier in Böhmen und drei in Mähren. Reduziert wurde auch die Zahl der Bezirksbehörden.
Das Gebiet des Protektorats Böhmen und Mähren hatte 1940 etwa 7.380.000 Einwohner, von denen rund 225.000 Deutsche (3,3 %) waren.
| Oberlandratsbezirk (Stand 1940) | Fläche (km²) | Einwohner (1930) | Politische Bezirke (Stand 1939–1942)                                                                        |
| ------------------------------- | ------------ | ---------------- | --- |
| Budweis                         | 2.477        | 224.343          | Budweis, Moldautein, Neuhaus, Wittingau                                                                     |
| Deutsch-Brod                    | 3.626        | 268.230          | Chotieborsch, Deutsch-Brod, Gumpolds, Kamnitz an der Linde, Ledetsch an der Sasau, Pilgrams, Wlaschim       |
| Jitschin                        | 2.560        | 351.695          | Horschitz, Jitschin, Jungbunzlau, Münchengrätz, Neupaka, Semil, Starkenbach, Turnau                         |
| Kladno                          | 2.058        | 308.922          | Beraun, Kladno, Laun, Rakonitz, Schlan                                                                      |
| Klattau                         | 3.476        | 298.262          | Blatna, Klattau, Pschestitz, Schüttenhofen, Strakonitz, Taus                                                |
| Kolin                           | 3.300        | 385.651          | Böhmisch-Brod, Kolin, Kuttenberg, Neu-Bidschow, Neuenburg an der Elbe, Podiebrad, Tschaslau                 |
| Königgrätz                      | 2.182        | 353.570          | Königgrätz, Königinhof an der Elbe, Nachod, Neustadt an der Mettau, Reichenau an der Knieschna, Senftenberg |
| Melnik                          | 1.470        | 205.650          | Brandeis an der Elbe, Kralup an der Moldau, Melnik, Raudnitz an der Elbe                                    |
| Pardubitz                       | 2.635        | 358.074          | Chrudim, Hohenmauth, Leitomischl, Pardubitz, Politschka                                                     |
| Pilsen                          | 2.247        | 314.234          | Horschowitz, Kralowitz, Pilsen, Rokitzan                                                                    |
| Prag                            | 1.296        | 1.048.646        | Eule, Hauptstadt Prag, Prag (Land), Ritschan                                                                |
| Tabor                           | 4.845        | 356.868          | Beneschau, Mühlhausen, Pibrans, Pisek, Seltschan, Tabor                                                     |
| Böhmen                          |              | 4.474.145        | |

| Oberlandratsbezirk (Stand 1940)   | Fläche (km²) | Einwohner (1930) | Politische Bezirke (Stand 1939–1942)                                      |
| --------------------------------- | ------------ | ---------------- | ------------------------------------------------------------------------- |
| Brünn                             | 2.987        | 615.979          | Landeshauptstadt Brünn, Brünn (Land), Gaya, Göding, Tischnowitz           |
| Iglau                             | 4.504        | 337.958          | Datschitz, Groß-Meseritsch, Iglau, Mährisch-Budwitz, Neustadtl, Trebitsch |
| Mährisch-Ostrau (ab 1941: Ostrau) | 990          | 308.871          | Friedberg, Friedeck, Mährisch-Ostrau (später Ostrau)                      |
| Olmütz                            | 1.323        | 264.444          | Mährisch-Weißkirchen, Olmütz-Stadt, Olmütz-Land, Prerau                   |
| Prossnitz                         | 1.903        | 242.521          | Boskowitz, Littau, Proßnitz                                               |
| Kremsier                          | 2.349        | 276.108          | Holleschau, Kremsier, Wallachisch-Meseritsch, Wischau                     |
| Zlin                              | 2.696        | 353.400 (1940)   | Ungarisch-Brod, Ungarisch-Hradisch, Wsetin, Zlin                          |
| Mähren                            |              | 2.333.664        |                                                                           |

## Wirtschaft

### Verkehr
Nach der Besetzung des Landes wurde zum 17. März 1939 (in Prag zum 26. März 1939) durch eine Verordnung des Oberbefehlshabers der Rechtsverkehr eingeführt (im besetzten Sudetenland bereits im Oktober 1938). Es handelte sich dabei allerdings nur um eine etwas vorzeitige Umsetzung der Pläne der tschechoslowakischen Regierung vor der Besetzung, wie sie entsprechend den internationalen Verträgen im Gesetz 275/1938 zum 1. Mai 1939 ohnehin vorgesehen waren.
Das Protektorat hatte mit den Českomoravské dráhy – Protektoratsbahnen Böhmen und Mähren (ČMD-BMB) eine eigene Staatsbahn, die durch Teilung der Tschechoslowakischen Staatsbahnen (ČSD) entstanden war. Sie blieb während der gesamten Protektoratszeit eigenständig, eine Eingliederung in die Organisationsstrukturen der Deutschen Reichsbahn unterblieb.

## Post

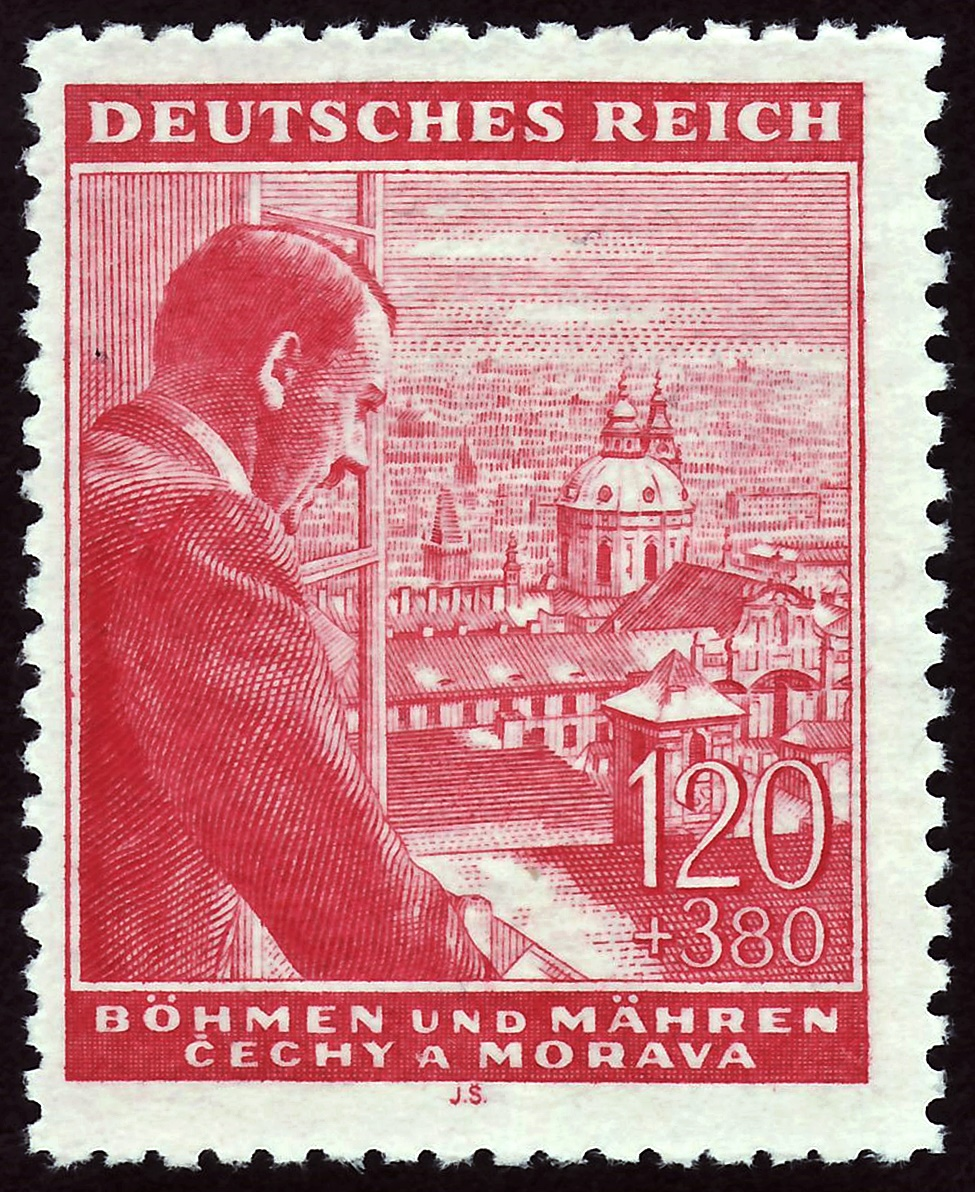
Sondermarke der Böhmisch-Mährischen Post anlässlich des 54. Geburtstages Adolf Hitlers

Nach der Bildung des Protektorats Böhmen und Mähren wurden die gültigen Postwertzeichen der Tschechoslowakei weiterverwendet, die noch bis zum 30. November 1939 an den Postschaltern verkauft wurden. Diese ČSR-Briefmarken durften noch bis zum 15. Dezember 1939 aufgebraucht werden; ČSR-Portomarken waren noch bis Mitte Januar 1940 in Verwendung.
Die ersten eigenen Freimarken des Protektorats erschienen am 15. Juli 1939. Diese Serie mit 19 Werten bestand aus Restbeständen und Neuauflagen von ČSR-Marken und zeigt Wappen, Kopfbilder (Comenius, Masaryk und Štefánik) und Landschaften mit dem zweisprachigen Überdruck „Böhmen und Mähren“ und „Čechy a Morava“. Im Juli 1939 kamen die ersten eigens für das Protektorat gestalteten Briefmarken (Motive Lindenzweig mit Früchten sowie Landschaften) zum Schalterverkauf. Mischfrankaturen waren vom 14. April bis zum 15. Dezember 1939 möglich. Ab April 1942 trugen die Briefmarken zusätzlich die Inschrift „Deutsches Reich“ und ab 1943 „Großdeutsches Reich“.
Bis Februar 1945 erschienen insgesamt 196 Postwertzeichen, darunter 122 verschiedene Marken für den normalen Postverkehr, 24 Dienstmarken für Behörden, 18 Zeitungsmarken, 14 Portomarken und zwei dreieckige Zustellungsmarken. Eine Besonderheit stellten Zulassungsmarken für Päckchen nach dem KZ Theresienstadt dar. Diese Marken waren nur beim „Ältestenrat der Juden“ in Prag vorrätig und wurden nur auf Antrag abgegeben.
Im Gegensatz zu den Briefmarken des Generalgouvernements, die nur deutsche Persönlichkeiten zeigen, wurden auf den Marken der Böhmisch-Mährischen Post auch Tschechen geehrt. Neben Adolf Hitler wurden vor allem König Johann von Böhmen, Antonín Dvořák, Reinhard Heydrich, Kaiser Karl IV., Wolfgang Amadeus Mozart, Peter Parler, Bedřich Smetana und Richard Wagner auf Sondermarken abgebildet.
Alle Postwertzeichen wurden von der Böhmischen graphischen Union AG in Prag gedruckt.

## Sport
Die böhmisch-mährische Fußballnationalmannschaft bestritt im Jahr 1939 drei Länderspiele.